# Gievenbach
Der Gievenbach ist ein kleiner Bachlauf in der westfälischen Stadt Münster. 

## Verlauf
Er verläuft vollständig im Stadtteil Gievenbeck im Westen der Stadt, der nach dem Gewässer benannt ist. Der Gievenbach entspringt im Nordwesten des Stadtteils unweit der Autobahn 1, durchfließt in südöstlicher Richtung das Stadtteilzentrum sowie den Allwetterzoo Münster und mündet dort in den Aasee.